# Thomisus hui
Thomisus hui är en spindelart som beskrevs av Song och Zhu 1995. Thomisus hui ingår i släktet Thomisus och familjen krabbspindlar. Inga underarter finns listade i Catalogue of Life.